# 4,5-Dinitrobrenzcatechin
4,5-Dinitrobrenzcatechin ist eine chemische Verbindung, die sowohl zu den Phenolen als auch zu den Nitroaromaten gehört.

## Darstellung
Die Synthese geht vom Veratrol 1 aus, das mit Salpetersäure und Schwefelsäure zum 4,5-Dinitroveratrol 2 nitriert wird. Mit Bromwasserstoffsäure werden dann die Methylgruppen abgespalten. Dabei entsteht das Endprodukt 4,5-Dinitrobrenzcatechin 3.

## Derivate
Das Dinatriumsalz des 4,5-Dinitrobrenzcatechins ist blau gefärbt.
Mit Natriumhydrogensulfit findet in wässriger Lösung eine Reduktion zum 4,5-Diaminobrenzcatechin 4 statt.
Monomethylierung mit Dimethylsulfat führt zum 4,5-Dinitroguajacol, das gelbe Kristalle bildet und dessen Schmelzpunkt bei 172–173 °C liegt. Vollständige Methylierung führt zum 4,5-Dinitroveratrol 5, das ebenfalls gelbe Kristalle bildet und dessen Schmelzpunkt bei 130–132 °C liegt.